# Panamá (tỉnh)
9°0′B 79°10′T / 9°B 79,167°T

Vị trí của tỉnh Panamá ở Panama

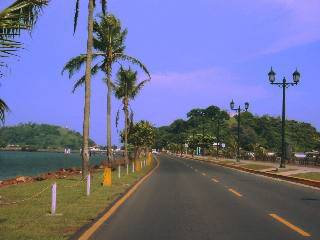
Amador Causeway.

Panama là một tỉnh chính của Panama, nơi có thủ đô Panama. Thống đốc tỉnh này từ năm 2006 là Gladys Bandiera de Pitti. Tỉnh này có diện tích 11.670,92 km² và dân số 1.580.940 người theo ước tính ngày 1/6/2004.

## Các huyện
Tỉnh này được chia thành 11 huyện.
- Arraiján (huyện)’’’. ‘‘các đô thị’’ là: Arraiján (huyện lỵ), Juan Demóstenes Arosemena, Nuevo Emperador, Santa Clara, Veracruz, Vista Alegre, Burunga và Cerro Silvestre.
- Balboa (huyện)’’’. ‘‘các đô thị’’ là: San Miguel (huyện lỵ), La Ensenada, La Esmeralda, La Guinea, Pedro González và Saboga.
- Capira (huyện)’’’. ‘‘các đô thị’’ là: Capira (huyện lỵ), Caimito, Campana,, Cermeño, Cirí de Los Sotos, Cirí Grvàe, El Cacao, La Trinidad, Las Ollas Arriba, Lídice, Villa Carmen, Villa Rosario và Santa Rosa.
- Chame (huyện)’’’. ‘‘các đô thị’’ là: Chame (huyện lỵ), Bejuco, Buenos Aires, Cabuya, Chicá, El Líbano, Las Lajas, Nueva Gorgona, Punta Chame, Sajalices và Sorá.
- Chepo (huyện)’’’. ‘‘các đô thị’’ là: Chepo (huyện lỵ), Cañita, Chepillo, El Llano, Las Margaritas, Santa Cruz de Chinina, Madungvàí và Tortí.
- Chimán (huyện)’’’. ‘‘các đô thị’’ là: Chimán (huyện lỵ), Brujas, Gonzalo Vásquez, Pásiga và Unión Santeña.
- La Chorrera (huyện)’’’. ‘‘các đô thị’’ là: La Chorrera (huyện lỵ), Barrio Balboa, Barrio Colón, Amador, Arosemena, El Arado, El Coco, Feuillet, Guadalupe, Herrera, Hurtado, Iturralde, La Represa, Los Díaz, Mendoza, Obaldía, Playa Leona, Puerto Caimito và Santa Rita.
- Panama (huyện)’’’. ‘‘các đô thị’’ là: Panama City (huyện lỵ), San Felipe, El Chorrillo, Santa Ana, La Exposición o Calidonia, Curundú, Betania, Bella Vista, Pueblo Nuevo, San Francisco, Parque Lefevre, Río Abajo, Juan Díaz, Pedregal, Ancón, Chilibre, Las Cumbres, Pacora, San Martín, Tocumen, Las Mañanitas và 24 de Diciembre.
- San Carlos (huyện)’’’. ‘‘các đô thị’’ là: San Carlos (huyện lỵ), El Espino,, El Higo, Guayabito, La Ermita, La Laguna, Las Uvas, Los Llanitos và San José.
- San Miguelito (huyện)’’’. ‘‘các đô thị’’ là: San Miguelito (huyện lỵ), Amelia Denis De Icaza, Belisario Porras, José Domingo Espinar, Mateo Iturralde, Victoriano Lorenzo, Arnulfo Arias, Belisario Frías, Omar Torrijos, Rufina Alfaro.
- Taboga (huyện)’’’. ‘‘các đô thị’’ là: Taboga (huyện lỵ), Otoque Occidente, Otoque Oriente.